# Культура Барнаула
Барнаул располагает относительно развитой сетью учреждений культуры и искусства.

### Музеи и галереи

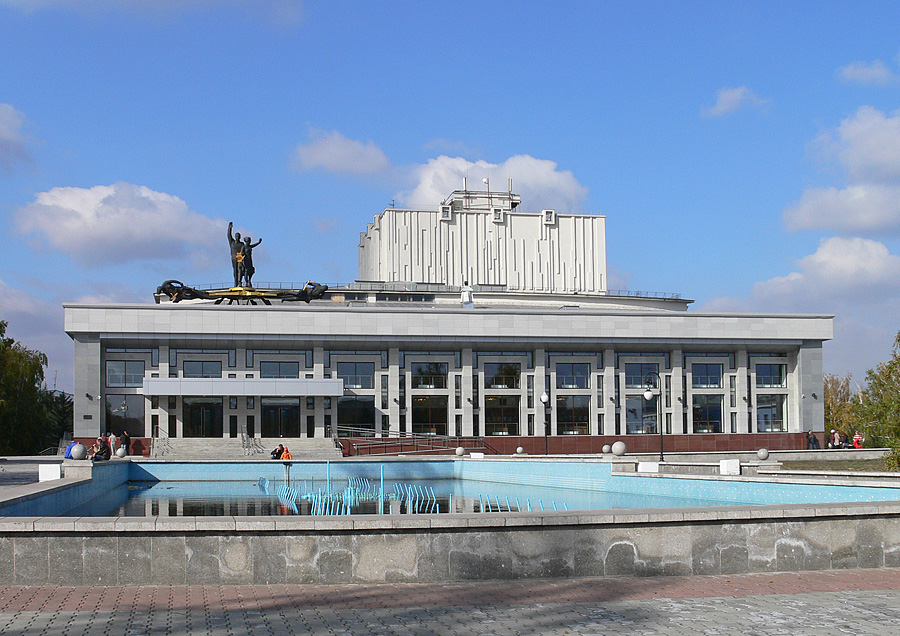
Алтайский театр драмы

С 1823 года существует Алтайский государственный краеведческий музей — старейший в Сибири, с богатыми запасниками и экспозициями. В 2012 году рядом с музеем в здании, являющемся памятником архитектуры федерального значения, после реставрации открылся музей «Горная аптека». Известны и такие музеи, как Государственный музей истории литературы, искусства и культуры Алтая, Государственный художественный музей Алтайского края. 
В 1966 году начало действовать Алтайское отделение Художественного фонда РСФСР, созданное по инициативе В.И. Голдырева. Много лет работает выставочный зал Союза художников Алтайского края. 
В 1990-х годах—2000 появляются музей истории православия на Алтае, галерея «Кармин», музей автоугона, галерея «Universum», музей «Мир времени».
Среди экспозиций городских музеев есть залы, посвящённые В. М. Шукшину, рудному делу на Алтае, животному миру Сибири и др. 1 сентября 2007 года открыт муниципальный музей «Город», а 24 января 2008 года — Музей истории развития образования. В городе также работают галереи современного искусства: «Соль», «Бандероль» и «Республика ИЗО».

### Театры и филармонии
В городе действует несколько театров. Крупнейшие из них — Алтайский краевой государственный театр музыкальной комедии, Алтайский краевой театр драмы им В. М. Шукшина, Государственный молодёжный театр Алтая — весьма популярны у горожан, а их спектакли часто проходят при аншлагах. Самое большое количество показов (более 500) остаётся за постановкой Театра музыкальной комедии «Голубая дама» (по пьесе Марка Юдалевича). Для детей в Барнауле работает Алтайский государственный театр кукол «Сказка».
Молодёжные и экспериментальные театры представлены театр-студией «Калейдоскоп», студенческим театром «Пристройка» и театром Теней. 21 июня 2011 года после масштабной реконструкции открыто новое здание Молодёжного театра Алтая.
С 22 апреля 1944 года действует Государственная филармония Алтайского края, образованная на базе концертно-эстрадного бюро (1939). Здесь установлен единственный в крае орган.

### Кинотеатры

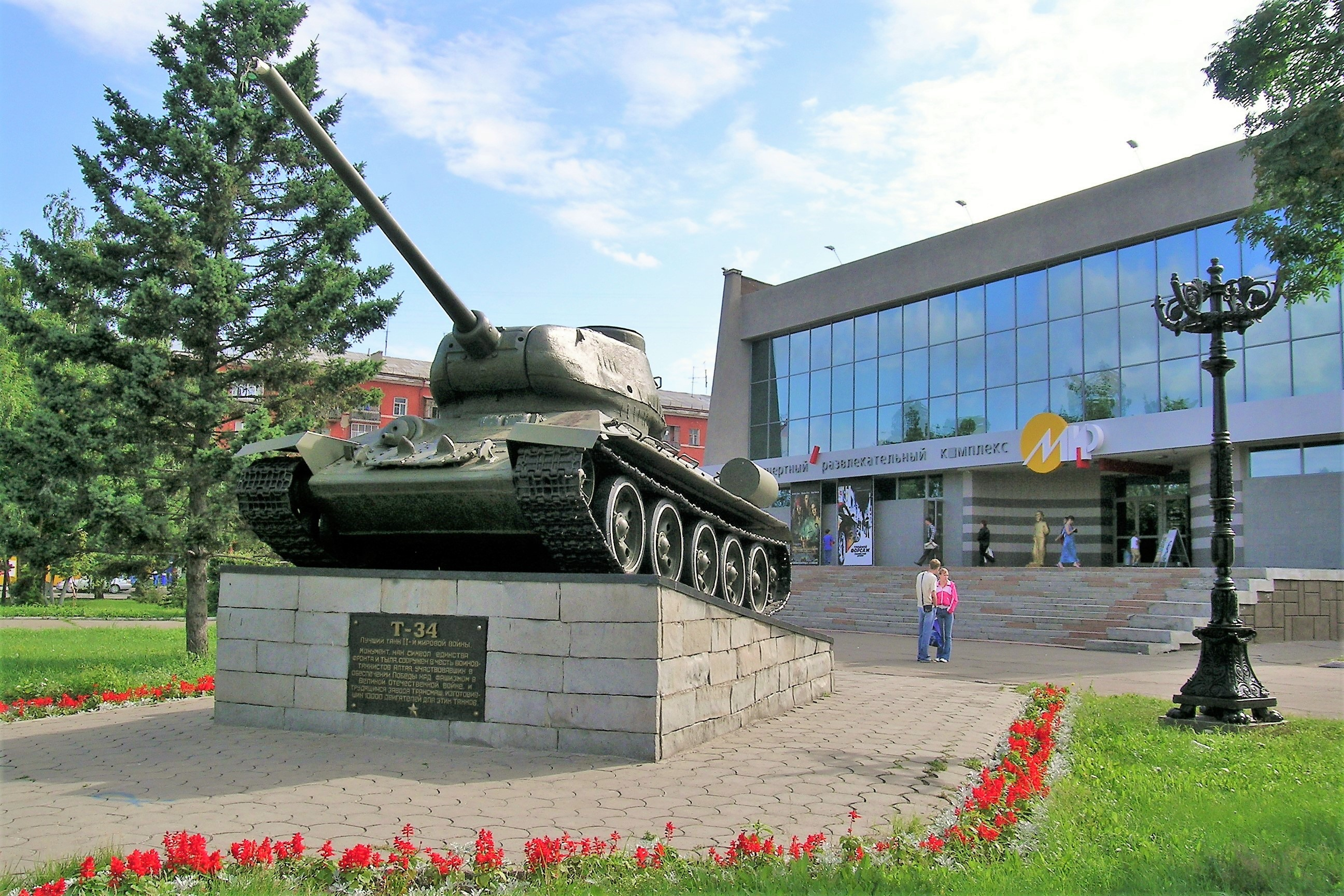
Танк Т-34-85 перед кинотеатром «Мир»

Город располагает современной сетью кинозалов, работающих в стенах кинотеатров советского времени после реконструкции — киноконцертный развлекательный комплекс «Мир», а также мультиплексы «Европа-Киномир» в ТРЦ «Европа» и «Огни — Киномир» в ТРЦ «Огни». В 2015 году открылся восьмизальный кинотеатр в ТРЦ «Арена». В «Арена-Киномир» работает единственный в крае зал IMAX, а также зал с креслами D-Box. Продолжают работать «Премьера» и кинозал ДК посёлка Южного. В парке «Эдельвейс» работает многозальный 3D кинотеатр «Матрица».
До 1990-х годов в Барнауле существовала обширная сеть кинозалов. В 2006 году был разобран кинотеатр «Первомайский». Кинотеатры «Чайка», «Заря», «Пионер», «Юность», «Россия», «Луч», «Алтай», «Искра», «Спутник» либо частично разрушены, либо перестроены под магазины и офисные помещения.

### Архитектура

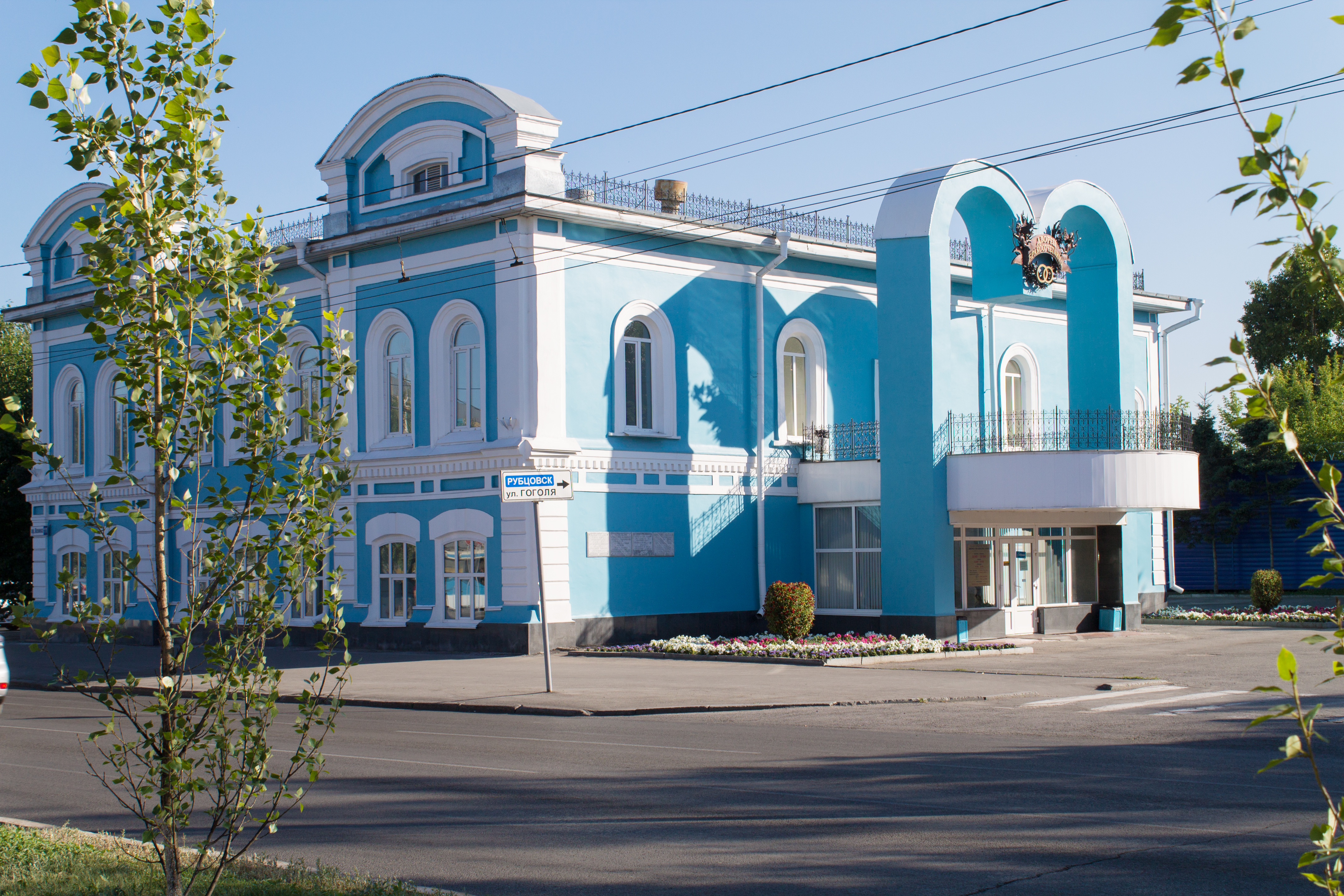
Дворец бракосочетания города Барнаула

Изначально город строился по образу и подобию Санкт-Петербурга, что во многом и определило облик центральной части Барнаула как регулярного города. Профессиональные архитекторы А. И. Молчанов и Я. Н. Попов, которые формировали облик Барнаула, были учениками и последователями известных архитекторов Д. Кваренги и К. Росси. В Барнауле более 20 памятников архитектуры и истории XVIII и первой половины XIX века, выдержанных в традициях классицизма: уникальный комплекс сереброплавильного завода, Демидовская площадь — образец общественно-административных площадей, ансамбль Петропавловской линии. Эклектика присутствует в зданиях городской думы, Торгового дома Полякова (универмаг «Красный»), гимназии Будкевич (на Красноармейском проспекте), усадьбы инженера А. Лесневского (ул. Ползунова, 56).
Многие деревянные постройки, украшенные выразительной домовой резьбой, были уничтожены крупным пожаром 2 мая 1917. Пострадали и кирпичные здания. А в 1930-е годы были разрушены или перестроены большинство храмов и соборов Барнаула, поэтому первоначальный облик исторической части города не сохранился. Один из крупнейших сохранившихся храмов Барнаула — Покровский собор.

Символы города
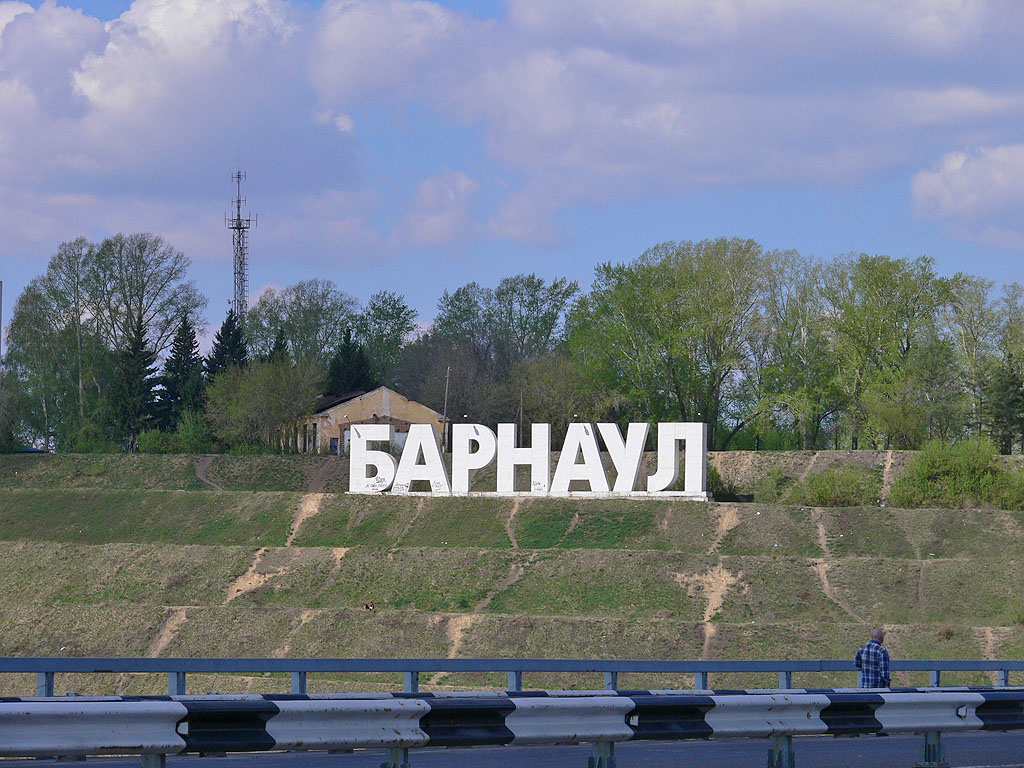
Вид на Нагорный парк с нового моста через Обь
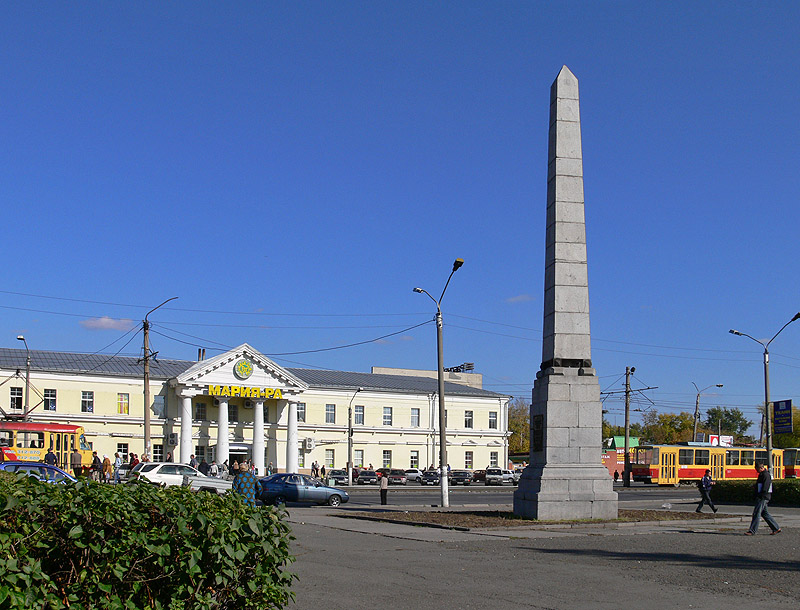
Демидовская площадь

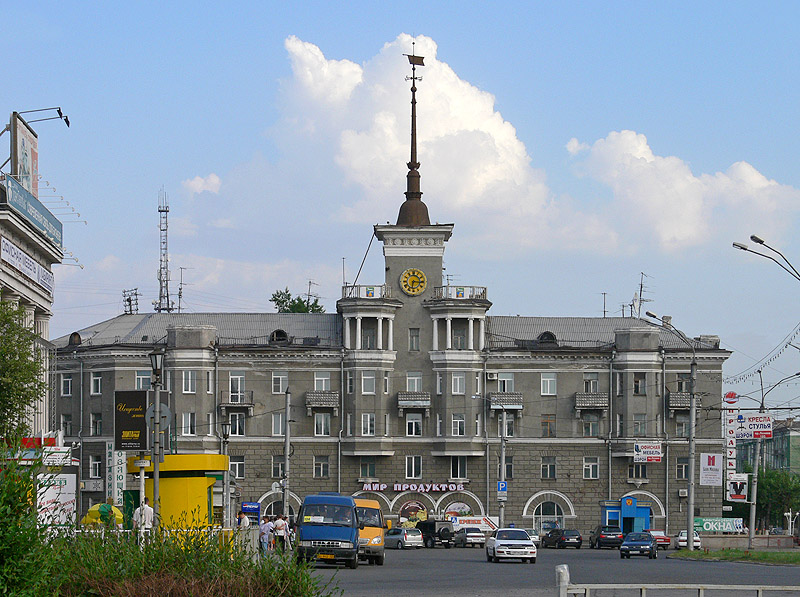
Дом под шпилем
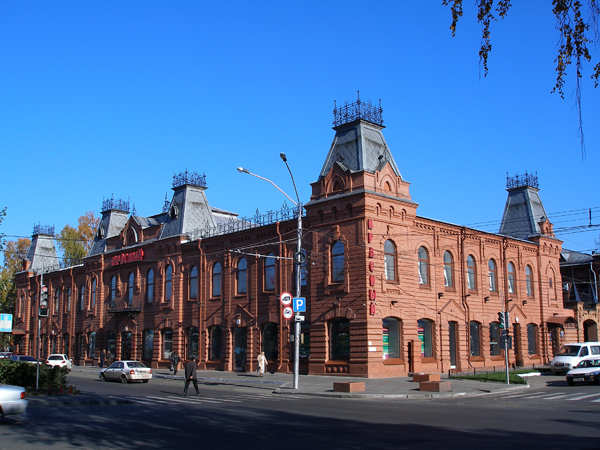
Магазин «Красный»

1930-е годы отмечены строительством общественных и жилых зданий в стиле конструктивизма. Примерами могут служить жилой массив БМК, госпиталь, швейная фабрика на улице Воровского и прилегающие постройки. Интересен также ансамбль застройки 1930—1950-х годов на проспекте Ленина — главной улице города. Проспект Ленина является одним из любимых мест прогулок горожан, его бульварная часть тянется от улицы Льва Толстого до площади Октября. Популярны места для встреч у фонтана «Космос» и нулевого километра (стела с колыванской вазой).
В Нагорном парке (бывшая ВДНХ) находятся восстановленные могилы известных жителей и исторических деятелей Алтая и Барнаула. Там же установлены 7-метровые белые буквы «БАРНАУЛ», встречающие людей, въезжающих в город через Новый мост. В 2010 году в Барнауле появился зоопарк, который начинал своё существование как зоосад в городском парке «Лесная сказка».
Среди памятников и монументов можно выделить Монумент Славы на площади Победы, памятники А. С. Пушкину на одноимённой улице, у здания Педагогического университета — В. С. Высоцкому, на улице Юрина — В. М. Шукшину, у здания Алтайского государственного технического университета — И. И. Ползунову. Памятник Ползунову стоит также на площади Свободы. В 2010 году в городе открыто сразу два памятника — рок-музыканту Виктору Цою и жертвам политических репрессий. В 2012 году на площади Октября вместо монумента В. И. Ленину установлен памятник крестьянам-переселенцам на Алтай. Из-за драпировки, присутствующей в композиции памятника Ленину близ перекрёстка просп. Ленина и ул. Анатолия, в путеводителе по России британское издательство Lonely Planet называет данный памятник «Ленин-тореадор» (англ. Lenin the Toreador).